# 수잔 고든

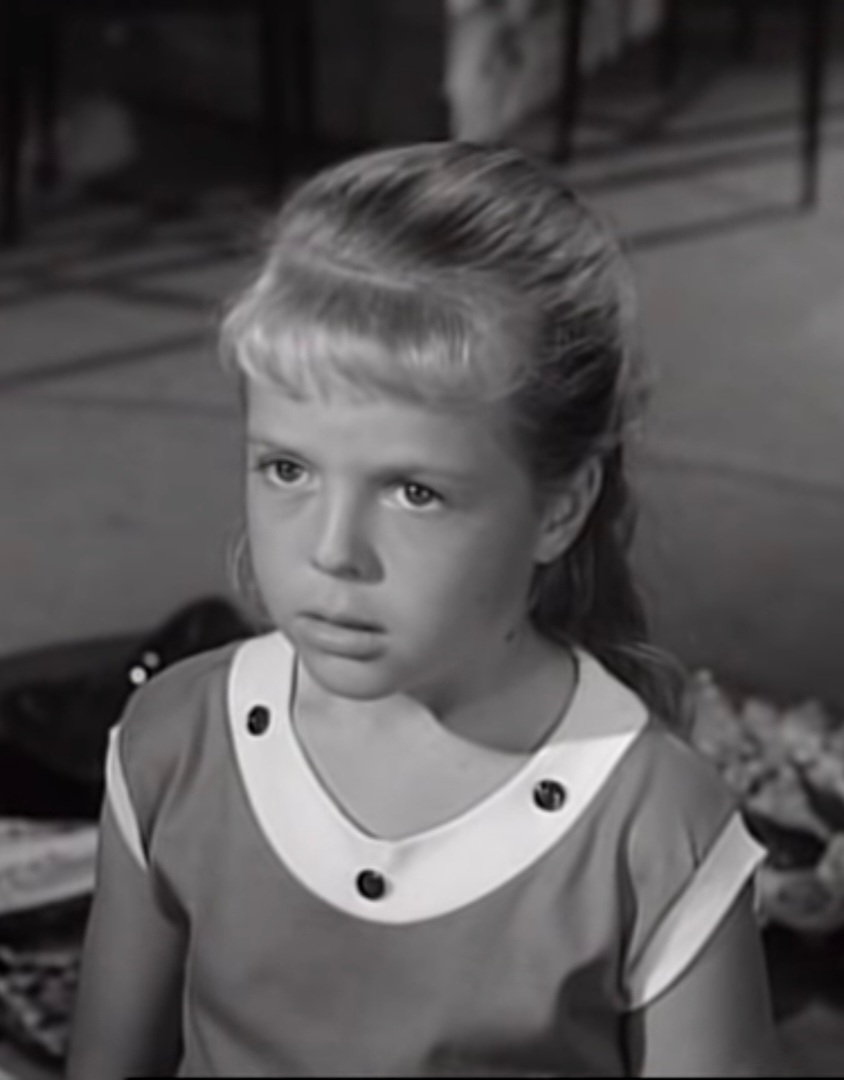

수잔 고든(Susan Gordon, 1949년 7월 27일 ~ 2011년 12월 11일)은 미국의 배우, 텔레비전 배우, 영화배우이다.
세인트폴에서 태어났으며 티넥에서 사망하였다. 사인은 암이다.

## 영화
- 벤 케이시 (1961년)
- 나의 세 아들 (1960년)
- 파이브 펜스 (1959년)